# ليستر تايغرز
ليستر تايغرز هو نادي اتحاد الرغبي إنجليزي من ليستر يلعب في دوري الرغبي الممتاز.تأسس النادي في 1880.